# Constantin Fallenius (militär)
Constantin Magnus Hugo Fallenius, född 27 juni 1862 i Stockholm, död där 1 september 1932, var en svensk militär (generallöjtnant). Han var son till pastor primarius Carl Magnus Fallenius

## Biografi

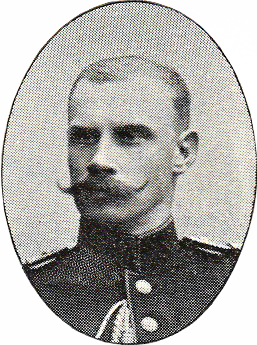
Constantin Fallenius i Svenskt porträttgalleri VII-1.

Fallenius blev underlöjtnant vid Andra livgardet 1881, löjtnant där 1886 och vid generalstaben 1891, kapten där 1895, major där 1902, överstelöjtnant där 1904, chef för Krigshögskolan 1905, överste och tillförordnad chef för Norrbottens regemente 1906, sekundchef för Göta livgarde 1908, generalmajor och chef för I. arméfördelningen 1915 och för V. arméfördelningen 1917, generallöjtnant 1922, till sist inspektör för militärläroverken innan han erhöll avsked 1927.
Fallenius företog militära studieresor till Finland 1898 och Frankrike 1899. Han var lärare vid Krigsskolan 1890–1897 och vid Sjökrigshögskolan 1898–1905, samt ledamot i Krigshovrätten 1905–1915 och militär ledamot av Högsta domstolen från 1924. Fallenius utgav bland annat Samverkan mellan här och flotta (1906).
Fallenius blev ledamot av andra klassen av Krigsvetenskapsakademien 1903 och av första klassen 1915.
Constantin Fallenius avled på Röda korsets sjukhem i Stockholm. Han är begravd på Solna kyrkogård.

## Utmärkelser

### Svenska utmärkelser
- Kommendör med stora korset av Svärdsorden, 6 juni 1923.[3]
- Kommendör av första klassen av Svärdsorden, 30 september 1914.[4]
- Kommendör av andra klassen av Svärdsorden, 5 juni 1909.[5]
- Riddare av första klassen av Svärdsorden, 1902.[6]
- Riddare av Nordstjärneorden, 1906.[7]

### Utländska utmärkelser
- Storkorset av Finlands Vita Ros’ orden, tidigast 1928 och senast 1930.[8][9]
- Riddare av andra klassen med kraschan av Ryska Sankt Stanislausorden, 1909.[10][11]
- Kommendör av Italienska Sankt Mauritius- och Lazarusorden, tidigast 1910 och senast 1915.[11][12]
- Riddare av Danska Dannebrogorden, tidigast 1897 och senast 1901.[13][14]
- Riddare av första klassen av Norska Sankt Olavs orden, tidigast 1901 och senast 1905.[14][15]